# 樹林里 (臺南市)
樹林里，中華民國臺南市七股區的一個里，東北以佳里區塭內里，北以大埕里為界，西以七股里、溪南里為界，南以永吉里、義合里為界，東南與竹橋里為界，面積6.44平方公里。

台南市七股區樹林里

## 主要幹道

### 省道
- 台17線

### 鄉道
- 南33線
- 南34線
- 南36線
- 南37線
- 南37-1線

## 主要聚落[1]
- 樹仔腳
- 頂看坪
- 下看坪
- 十一份仔
- 東片仔